# Raphaëlle Monod
Raphaëlle Monod (Annecy, 18 januari 1969) is een voormalig freestyleskiester uit Frankrijk. Ze vertegenwoordigde haar vaderland op de Olympische Winterspelen 1988 in Calgary, op de Olympische Winterspelen 1992 in Albertville en op de Olympische Winterspelen 1994 in Lillehammer.
Tegenwoordig heeft ze haar eigen cosmeticalijnen Snö bioflowers en Snö Eternal.

## Resultaten

### Olympische Winterspelen
| Jaar | Plaats      | Resultaten |
| ---- | ----------- | ---------- |
| 1988 | Calgary     | 2e Moguls# |
| 1992 | Albertville | 8e Moguls  |
| 1994 | Lillehammer | 4e Moguls  |

# Demonstratie onderdeel waarbij geen olympische medailles werden toegekend.

### Wereldkampioenschappen
| Jaar | Plaats                | Resultaten |
| ---- | --------------------- | ---------- |
| 1989 | Oberjoch              | Moguls     |
| 1991 | Lake Placid           | 17e Moguls |
| 1993 | Altenmarkt-Zauchensee | 8e Moguls  |
| 1995 | La Clusaz             | Moguls     |

### Wereldbeker
Eindklasseringen
| Seizoen   | Algemeen         | Moguls           |
| --------- | ---------------- | ---------------- |
| 1986/1987 | 7e 11,00 punten  | · 77,00 punten   |
| 1987/1988 | 14e 9,00 punten  | 4e 61,00 punten  |
| 1988/1989 | 5e 11,00 punten  | · 77,00 punten   |
| 1989/1990 | 12e 10,00 punten | · 57,00 punten   |
| 1990/1991 | 14e 9,00 punten  | 4e 72,00 punten  |
| 1991/1992 | 8e 10,00 punten  | · 83,00 punten   |
| 1992/1993 | 27e 74,00 punten | 7e 664,00 punten |
| 1993/1994 | 17e 80,00 punten | 5e 644,00 punten |
| 1994/1995 | 7e 96,00 punten  | · 672,00 punten  |

Wereldbekerzeges
| Datum            | Plaats                | Onderdeel |
| ---------------- | --------------------- | --------- |
| 8 december 1986  | Tignes                | Moguls    |
| 30 januari 1987  | Calgary               | Moguls    |
| 23 maart 1987    | La Clusaz             | Moguls    |
| 23 januari 1988  | Breckenridge          | Moguls    |
| 10 maart 1988    | La Clusaz             | Moguls    |
| 9 december 1988  | Tignes                | Moguls    |
| 12 februari 1989 | La Clusaz             | Moguls    |
| 11 maart 1989    | Voss                  | Moguls    |
| 15 december 1989 | La Plagne             | Moguls    |
| 30 november 1990 | La Plagne             | Moguls    |
| 12 december 1991 | Zermatt               | Moguls    |
| 7 maart 1992     | Madarao               | Moguls    |
| 13 maart 1992    | Altenmarkt-Zauchensee | Moguls    |
| 9 januari 1993   | Whistler Blackcomb    | Moguls    |
| 11 februari 1993 | La Clusaz             | Moguls    |
| 20 februari 1993 | Meiringen-Hasliberg   | Moguls    |
| 25 februari 1993 | La Plagne             | Moguls    |
| 7 januari 1995   | Whistler Blackcomb    | Moguls    |
| 21 januari 1995  | Le Relais             | Moguls    |
| 9 maart 1995     | Hundfjället           | Moguls    |